# Glover Trophy
Glover Trophy (prvotno Richmond Trophy) je bila neprvenstvena dirka Formule 1, ki se je odvijala med letoma 1949 in 1965. Najbolj znana je dirka iz leta 1962, ko je bil Stirling Moss, zmagovalec dveh tukajšnjih dirk in eden najuspešnejših angleških dirkačev v zgodovini motošporta, po hudi nesreči nekaj tednov celo v komi, nato je sicer okreval, a končal kariero. 

## Zmagovalci
| Leto | Zmagovalec                          | Pole                              | Najh. krog                                                 | Poročilo |
| ---- | ----------------------------------- | --------------------------------- | ---------------------------------------------------------- | -------- |
| 1949 | Reg Parnell Maserati 4CLT/48        | R Ansell Maserati 4CLT/48         | Reg Parnell Maserati 4CLT/48                               | Poročilo |
| 1950 | Reg Parnell Maserati 4CLT/48        | Cuth Harrison ERA B               | Reg Parnell Maserati 4CLT/48                               | Poročilo |
| 1951 | Prince Bira Maserati 4CLT/48 OSCA   | Graham Whitehead ERA B            | Prince Bira Maserati 4CLT/48 O.S.C.A.                      | Poročilo |
| 1952 | José Froilán González Ferrari 375   | José Froilán González Ferrari 375 | José Froilán González Ferrari 375                          | Poročilo |
| 1953 | Ken Wharton BRM 15                  | ?                                 | Ken Wharton BRM 15                                         | Poročilo |
| 1954 | Reg Parnell Ferrari 500             | Roy Salvadori Maserati 250F       | Roy Salvadori Maserati 250F                                | Poročilo |
| 1955 | Roy Salvadori Maserati 250F         | Stirling Moss Maserati 250F       | Roy Salvadori Maserati 250F                                | Poročilo |
| 1956 | Stirling Moss Maserati 250F         | Stirling Moss Maserati 250F       | Stirling Moss Maserati 250F                                | Poročilo |
| 1957 | Stuart Lewis-Evans Connaught B Alta | Stirling Moss Vanwall             | Tony Brooks Vanwall                                        | Poročilo |
| 1958 | Mike Hawthorn Ferrari 246           | Stirling Moss Cooper T43 Climax   | Mike Hawthorn Ferrari 246                                  | Poročilo |
| 1959 | Stirling Moss Cooper T51 Climax     | Harry Schell BRM P25              | Stirling Moss Cooper T51 Climax                            | Poročilo |
| 1960 | Innes Ireland Lotus 18 Climax       | Chris Bristow Cooper T51 Climax   | Stirling Moss Cooper T51 Climax                            | Poročilo |
| 1961 | John Surtees Cooper T53 Climax      | Stirling Moss Lotus 18 Climax     | John Surtees Cooper T53 Climax                             | Poročilo |
| 1962 | Graham Hill BRM P57                 | Stirling Moss Lotus 18 Climax     | Stirling Moss, Lotus 18 Climax John Surtees, Lola 4 Climax | Poročilo |
| 1963 | Innes Ireland Lotus 24 BRM          | Graham Hill BRM P57               | Innes Ireland Lotus 24 BRM                                 | Poročilo |
| 1964 | Jim Clark Lotus 25 Climax           | Jack Brabham Brabham BT7 Climax   | Graham Hill BRM P61                                        | Poročilo |
| 1965 | Jim Clark Lotus 25 Climax           | Jackie Stewart BRM P61            | Jackie Stewart, BRM P61 Jim Clark, Lotus 25 Climax         | Poročilo |